# Корсаков Семен Миколайович
Корсаков Семен Миколайович (14 (25) січня 1787—1 (13) грудня 1853) — російський дворянин, винахідник механічних пристроїв, так званих "інтелектуальних машин", для інформаційного пошуку і класифікації, піонер застосування перфорованих карт в інформатиці. Відомий також своїми роботами з гомеопатії.

## Біографія
Семен Миколайович належав до старого дворянського роду литовського походження, що переселився до Москви десь у XIV столітті. Початкове родове ім'я Корсак (або Корсакас) давньолитовською мовою означало "герб" (сімейний). Народився він у Херсоні, князь Потьомкін-Таврійський став його хрещеним батьком, а княжна В'яземська - хрещеною матір'ю. Батько Корсакова був російським військовим інженером. Сам він брав участь у Вітчизняній війні 1812-1814 рр.. і разом з російською армією побував у "столиці наук" Парижі, де, ймовірно, й познайомився з однією з найбільш захоплюючих технічних новинок того часу - перфокартами Жаккара.
Повернувшись із Парижа, Корсаков отримав посаду в Міністерстві юстиції, а потім у Міністерстві внутрішніх справ, у Петербурзі, де пізніше став начальником статистичного управління, а потім чиновником зі спеціальних міністерських доручень. Найімовірніше, монотонна рутинна робота з статистичними матеріалами та каталогами й наштовхнули його на думку про її механізацію.
В адресному календарі Російської імперії за 1832 р. серед інших чиновників статистичного управління значиться радник колегії (рівний полковнику) С. М. Корсаков, нагороджений орденами Святої Ганни 2-го ступеня та Святого Володимира 4-го ступеня. Він також був лицарем Прусського ордена «За видатні заслуги». Пізніше він був удостоєний звання дійсного статського радника (генерала).
Вийшовши у відставку, Корсаков переїхав до свого маєтку Тарусово під Москвою, де займався лікарськими рослинами та сільським господарством. Там він, ймовірно, і створив свою базу даних з гомеопатичної фармакології. Хоча його машини були майже остаточно забуті, він добре відомий в Європі як піонер російської гомеопатії. Вперше продемонструвавши до неї інтерес у 1829 р., він надрукував у 1831-му статтю "Досліди з роз'яснення медичної сили гомеопатичних засобів". На думку деяких зарубіжних фахівців, саме Корсаков своїми працями підготував ґрунт для ефективного розповсюдження гомеопатії в офіційній російській медицині. У всякому разі, в "холерні роки" - 1830-й та 1847-й - він призначався до адміністрації по боротьбі з епідеміями. У Москві він організував перше довідкове бюро - "справочное место".

## Інтелектуальні машини
С. М. Корсаков є піонером російської кібернетики. Основне прагнення С. М. Корсакова - посилення можливостей розуму за допомогою розробки наукових методів і спеціальних пристроїв. У першій половині XIX століття він винайшов і сконструював ряд діючих механічних пристроїв, що функціонують на основі перфорованих таблиць та призначені для задач інформаційного пошуку і класифікації.

## Гомеоскоп прямолінійний з нерухомими частинами
Гомеоскоп прямолінійний з нерухомими частинами є найпростішим з усіх пристроїв Корсакова. Користуючись ним можна знайти серед великої кількості записів, відображених у гомеоскопічній перфорованій таблиці, той, який містить всі ознаки іншого заданого запису.

## Плоский гомеоскоп
Плоский гомеоскоп аналогічно вказує відповідності, наявні в порівнюваних поміж собою записах, число ознак яких може досягати багатьох тисяч. С. М. Корсаков стверджує, що число ознак можна довести до одного мільйона, використовуючи так звані градуйовані стрижні. В цілому плоский гомеоскоп позиціонується Корсаковим, як пристрій для обробки великих масивів даних.

## Ідеоскоп
Ідеоскоп представляє, мабуть, найбільш хитромудрий з усіх п'яти пристроїв, запропонованих С. М. Корсаковим. Ідеоскоп одночасно дозволяє виконати обчислення наступних значень:
- множину усіх можливих ознак, які відсутні в заданому та порівнюваному записах
- множину ознак заданого запису, яких немає в порівнюваних записах з ідеоскопічної таблиці
- множину спільних ознак для заданого та порівнюваного записів
- множину загальних найважливіших ознак
- множину найважливіших ознак порівнюваного запису з таблиці, які відсутні в заданому записі
- множину ознак порівнюваного запису з таблиці, які відсутні в заданому записі

## Простий компаратор
Компаратор визначає ті ж операції з множинами, що й ідеоскоп. Перевага компаратора полягає в тому, що ознаки порівнюваних ідей можна задати безпосередньо (динамічно) перед початком порівняння, не потрібно заздалегідь готувати й використовувати перфоровані таблиці. Обмеження полягає в тому, що за один раз можливе порівняння тільки двох ідей.
У цілому, винайдені С. М. Корсаковим машини дозволяють швидко знаходити, порівнювати та класифікувати множини інформаційних записів (ідей) за набором численних ознак (деталей). C. М. Корсаков позиціонує свої машини, як такі, що посилюють людський розум для одночасного охоплення великої кількості об'єктів та їх порівняння за множиною ознак. Для реалізації своїх машин С. М. Корсаков по суті вперше застосував перфоровані карти в інформатиці. До цього перфокарти широко використовувалися в управлінні ткацькими верстатами і в музичних скриньках. У роботах С. М. Корсакова міститься ціла плеяда нових для того часу ідей, як то: багатокритеріальний пошук з урахуванням відносного ступеня важливості різних критеріїв, спосіб обробки великих масивів даних, витоки сучасних експертних систем, і навіть спроба визначити поняття алгоритму.
С. М. Корсаков зробив два кроки до просування своїх винаходів. У 1832 р. ним була видана брошура «Нариси нового способу дослідження за допомогою машин, які порівнюють ідеї». За традицією того часу, брошура була написана французькою мовою. У тому ж році С. М. Корсаков робить спробу подати свої винаходи на розсуд Імператорської Академії наук у Санкт-Петербурзі. Однак С. М. Корсакову не пощастило. Винаходи його не були належним чином оцінені сучасниками й не отримали офіційної підтримки. Висновок комісії містив іронічне зауваження: "Пан Корсаков витратив занадто багато розумових здібностей на те, щоб навчити інших обходитися без них".

## Ретроспектива повторного відкриття
У 1961 році М.І. Радовский опублікував архівні документи Академії наук СРСР, що відносяться до подання С. М. Корсакова. У 1980-х роках публікації М.І. Радовского привернули увагу професора кафедри кібернетики Московського інженерно-фізичного інституту Г. Н. Поварова, якому ми більшою мірою зобов'язані усвідомленням значущості та повторним відкриттям винаходів С. М. Корсакова. Оцінка праць С. М. Корсакова вперше була викладена Г. Н. Поваровом в 1982 році на семінарі з штучного інтелекту, що проходив під керівництвом Е.А. Александрова в Центральному Будинку культури медичних працівників (м. Москва).
У новітні часи, в 2001 році Г. Н. Поваров опублікував статтю про винаходи С. М. Корсакова у книзі «Машинні обчислення в Росії», виданій в Німеччині. Будучи виданою англійською мовою, і тому доступною всьому світові, ця публікація стала реабілітацією незаслужено забутих робіт С. М. Корсакова. Перша велика стаття російською мовою про винаходи С. М. Корсакова була опублікована А. Ю. Нітусовим у тижневику PC Week / RE № 26 за 2005 рік. У 2007 році зусиллями студентки кафедри кібернетики МІФІ А. І. Зінчук була візуалізувана робота гомеоскопа прямолінійного з нерухомими частинами. Машини С. М. Корсакова згадуються в роботі В. В. Шилова "Логічні машини та їх творці", опублікованій у 2008 р. Переклад брошури С. М. Корсакова, виданої в оригіналі французькою мовою, вийшов в 2009 р. у видавництві МІФІ за редакцією доцента кафедри кібернетики МІФІ А. С. Михайлова.
Брошура та її переклад містять докладний опис функціонування всіх п'яти винайдених машин. У статті А. С. Михайлова, що супроводжує переклад брошури С. М. Корсакова, наводиться спроба інтерпретації функціонування машин С. М. Корсакова в сучасних термінах операцій з множинами, а також дається вказівка на натяки С. М. Корсаковим на ряд сучасних понять. Теоретико-множинна інтерпретація роботи машин С. М. Корсакова також обговорювалася на Науковій сесії МІФІ-2009. Уже в першій половині XIX століття машини С. М. Корсакова реалізовували основні операції з множинами, тобто той самий базис, який і донині лежить в основі дискретної математики.
Подібно до Беббіджа, Корсаков випередив сучасників своїми ідеями - відсутність розуміння з боку таких блискучих вчених, як Остроградський, може бути непрямим цьому доказом. Корсаков використовував перфокарти для класифікації, Беббідж - для рахунку, а пізніше Герман Голлеріт - для того й іншого. Перфокарточні машини Голлеріта - табулятори - були розроблені 1887 року для аналізу результатів перепису населення в США. Подібно до машин Корсакова, вони групували дані опитувань за категоріями (у Голлеріта - вік, стать, сімейне становище і т. ін.), але вже мали електричні елементи: контакти та сигнальні лампи. У 1911 р. вдосконалені табулятори поклали початок всесвітньо відомій комп'ютерній компанії IBM. У Росії вони набули великої популярності з початку XX століття під назвою "лічильно-аналітичні машини". Спочатку їх купували за кордоном, а після революції виробляли в Москві на спеціально побудованому заводі лічильно-аналітичних машин - САМ. Після Великої Вітчизняної війни він був перетворений на підприємство, що випускає перші радянські електронно-обчислювальні машини.

## Висновки
Пристрої, подібні машинам Корсакова, вперше з'явилися тільки на початку XX століття. У них використовувалися карти з перфорацією по краях.
Обидва винахідники - і Корсаков, і Беббідж - піонери науки, які заслуговують на найглибшу повагу. Говорити про чийсь "хронологічний пріоритет" нема сенсу. Нікому точно не відомо, коли вперше виникли ідеї їхніх проектів, яким був шлях до створення реально працюючих пристроїв, і до того ж різниця в декілька років в історичній перспективі незначна.
У цілому видається, що винаходи С. М. Корсакова є несподівано відкритою перлиною історії як російської, так і світової кібернетики та інформатики.